# أليخاندرو سيلفا (منافس ألعاب قوى)
أليخاندرو سيلفا (بالإسبانية: Alejandro Silva)‏ هو منافس ألعاب قوى تشيلي، ولد في 28 يوليو 1958.

## وصلات خارجية
- أليخاندرو سيلفا على موقع أوليمبيديا (الإنجليزية)